# Aeroportul Internațional Rota
Aeroportul Internațional Rota (IATA: ROP, ICAO: PGRO, FAA LID: GRO) este un aeroport din Rota⁠(d), Comunitatea Insulelor Mariane de Nord, Statele Unite ale Americii. Aeroportul a fost tranzitat în 2019 de 22.744 de pasageri.
Situat la o altitudine de 185 m, aeroportul dispune de 1 pistă.

## Infrastructură

### Piste
Aeroportul dispune de o singură pistă. Pista 09/27 are suprafața de asfalt și dimensiunile 7.000 picioare × 150 picioare. 